# San Marinees voetbalelftal in 2005
Het San Marinees voetbalelftal speelde in totaal zes interlands in het jaar 2005, alle wedstrijden in de kwalificatiereeks voor de WK-eindronde 2006 in Duitsland. De ploeg stond onder leiding van Giampaolo Mazza. Op de FIFA-wereldranglijst steeg de dwergstaat in 2005 van de 165ste (januari 2005) naar de 155ste plaats (december 2005).

## Balans
| Wedstrijden | Wedstrijden | Wedstrijden | Wedstrijden | Doelpunten | Doelpunten | Doelpunten | Punten |
| Gespeeld    | Winst       | Gelijk      | Verlies     | Voor       | Tegen      | Saldo      | Punten |
| ----------- | ----------- | ----------- | ----------- | ---------- | ---------- | ---------- | ------ |
| 6           | 0           | 0           | 6           | 2          | 27         | –25        | 0.000  |

## Interlands
|                                                              |                                                                                     |       |            | |
| 9 februari WK-kwalificatie № 74 «onderlinge duels» 21:45 uur | Spanje                                                                              | 5 – 0 | San Marino | Estadio de los Juegos Mediterráneos, Almería Toeschouwers: 12.580 Scheidsrechter: Kenny Clark (SCO) |
| 9 februari WK-kwalificatie № 74 «onderlinge duels» 21:45 uur | Joaquín 14' Fernando Torres 32' Raúl González 42' Iván Guti 65' Asier del Horno 78' |       |            | Estadio de los Juegos Mediterráneos, Almería Toeschouwers: 12.580 Scheidsrechter: Kenny Clark (SCO) |

|                                                            |                |       |                                               |                                                                                        |
| 30 maart WK-kwalificatie № 75 «onderlinge duels» 20:30 uur | San Marino     | 1 – 2 | België                                        | Stadio Olimpico, Serravalle Toeschouwers: 871 Scheidsrechter: Giorgos Kasnaferis (GRE) |
| 30 maart WK-kwalificatie № 75 «onderlinge duels» 20:30 uur | Andy Selva 41' |       | 18' (pen.) Timmy Simons 63' Daniel Van Buyten | Stadio Olimpico, Serravalle Toeschouwers: 871 Scheidsrechter: Giorgos Kasnaferis (GRE) |

|                                                          |                |       |                                                                   |                                                                                       |
| 4 juni WK-kwalificatie № 76 «onderlinge duels» 20:30 uur | San Marino     | 1 – 3 | Bosnië en Herzegovina                                             | Stadio Olimpico, Serravalle Toeschouwers: 1.000 Scheidsrechter: Bülent Demirlek (TUR) |
| 4 juni WK-kwalificatie № 76 «onderlinge duels» 20:30 uur | Andy Selva 40' |       | 17' Hasan Salihamidžić 39' Hasan Salihamidžić 75' Sergej Barbarez | Stadio Olimpico, Serravalle Toeschouwers: 1.000 Scheidsrechter: Bülent Demirlek (TUR) |

|                                                               | |       |            |                                                                                   |
| 7 september WK-kwalificatie № 77 «onderlinge duels» 20:30 uur | België | 8 – 0 | San Marino | Olympisch Stadion, Antwerpen Toeschouwers: 8.207 Scheidsrechter: Ian Stokes (IRL) |
| 7 september WK-kwalificatie № 77 «onderlinge duels» 20:30 uur | Timmy Simons 34' Koen Daerden 39' Thomas Buffel 44' Mbo Mpenza 52' Kevin Vandenbergh 53' Koen Daerden 67' Mbo Mpenza 71' Daniel Van Buyten 83' |       |            | Olympisch Stadion, Antwerpen Toeschouwers: 8.207 Scheidsrechter: Ian Stokes (IRL) |

|                                                             |                                                 |       |            |                                                                            |
| 8 oktober WK-kwalificatie № 78 «onderlinge duels» 20:00 uur | Bosnië en Herzegovina                           | 3 – 0 | San Marino | Bilino Polje, Zenica Toeschouwers: 8.500 Scheidsrechter: Alain Hamer (LUX) |
| 8 oktober WK-kwalificatie № 78 «onderlinge duels» 20:00 uur | Elvir Bolić 48' Elvir Bolić 75' Elvir Bolić 85' |       |            | Bilino Polje, Zenica Toeschouwers: 8.500 Scheidsrechter: Alain Hamer (LUX) |

|                                                              |            | |        |                                                                                     |
| 12 oktober WK-kwalificatie № 79 «onderlinge duels» 20:30 uur | San Marino | 0 – 6 | Spanje | Stadio Olimpico, Serravalle Toeschouwers: 3.426 Scheidsrechter: Florian Meyer (GER) |
| 12 oktober WK-kwalificatie № 79 «onderlinge duels» 20:30 uur |            | 1' Antonio López 10' Fernando Torres 30' Sergio Ramos 47' Sergio Ramos 77' (pen.) Fernando Torres 88' Fernando Torres |        | Stadio Olimpico, Serravalle Toeschouwers: 3.426 Scheidsrechter: Florian Meyer (GER) |

## FIFA-wereldranglijst
| JAN | FEB | MAR | APR | MEI | JUN | JUL | AUG | SEP | OKT | NOV | DEC |
| --- | --- | --- | --- | --- | --- | --- | --- | --- | --- | --- | --- |
| 165 | 161 | 161 | 160 | 162 | 161 | 162 | 161 | 161 | 157 | 157 | 155 |

## Statistieken
| Federico Gasperoni     | 1976-09-10 | AC Cattolica Calcio  | 3 | 0 | 0 |
| Michele Ceccoli        | 1973-12-04 | AC Libertas          | 3 | 0 | 0 |
| Verdediging            |            |                      |   |   |   |
| Alessandro Della Valle | 1982-06-08 | ASD Tropical Coriano | 6 | 0 | 0 |
| Matteo Andreini        | 1981-10-10 | SP Tre Fiori         | 5 | 1 | 0 |
| Simone Bacciocchi      | 1977-01-22 | SP Domagnano         | 5 | 0 | 0 |
| Damiano Vannucci       | 1977-07-30 | AC Libertas          | 4 | 0 | 0 |
| Federico Crescentini   | 1982-04-13 | SP Tre Fiori         | 3 | 0 | 0 |
| Luca Nanni             | 1978-12-12 | SP Tre Penne         | 2 | 1 | 0 |
| Nicola Albani          | 1981-04-15 | AC Juvenes/Dogana    | 2 | 0 | 0 |
| Middenveld             |            |                      |   |   |   |
| Marco Domeniconi       | 1984-01-29 | Urbino Calcio        | 6 | 0 | 0 |
| Alex Gasperoni         | 1984-06-30 | US Tolentino         | 6 | 0 | 0 |
| Michele Marani         | 1982-11-16 | AS Real Misano       | 5 | 0 | 0 |
| Carlo Valentini        | 1982-03-15 | SS Virtus            | 4 | 0 | 0 |
| Michele Moretti        | 1981-10-26 | SP Domagnano         | 1 | 2 | 0 |
| Giacomo Maiani         | 1982-07-10 | SP Domagnano         | 1 | 0 | 0 |
| Bryan Gasperoni        | 1974-09-26 | SS Murata            | 0 | 3 | 0 |
| Mirko Palazzi          | 1987-03-21 | Rimini Calcio        | 0 | 2 | 0 |
| Mattia Masi            | 1984-12-04 | San Marino Calcio    | 0 | 1 | 0 |
| Federico Nanni         | 1981-09-22 | SP Tre Penne         | 0 | 1 | 0 |
| Roberto Selva          | 1981-01-02 | AC Juvenes/Dogana    | 0 | 1 | 0 |
| Aanval                 |            |                      |   |   |   |
| Andy Selva             | 1976-05-25 | Padova Calcio        | 5 | 0 | 2 |
| Manuel Marani          | 1984-06-07 | SS Murata            | 2 | 0 | 0 |
| Paolo Montagna         | 1976-05-28 | AC Juvenes/Dogana    | 1 | 3 | 0 |
| Nicola Ciacci          | 1982-07-07 | SS Pennarossa        | 1 | 2 | 0 |
| Marco De Luigi         | 1978-03-21 | SS Murata            | 1 | 0 | 0 |

FSGC · A-internationals · Bondscoaches · Statistieken · San Marino U21 · San Marino U19 · San Marino U18 · San Marino U17 · San Marino U16
1986 – 1989 · 1990 – 1999 · 2000 – 2009 · 2010 – 2019 · 2020 – 2029
2000 · 2001 · 2002 · 2003 · 2004 · 2005 · 2006 · 
Albanië · 
Andorra ·
Azerbeidzjan ·
België · 
Bosnië en Herzegovina · 
Bulgarije ·
Canada ·
Cyprus ·
Denemarken ·
Duitsland · 
Engeland · 
Estland · 
Faeröer · 
Finland · 
Gibraltar · 
Griekenland · 
Hongarije · 
Ierland · 
IJsland ·
Israël · 
Italië · 
Kaapverdië ·
Kazachstan ·
Kosovo ·
Kroatië · 
Letland · 
Libanon · 
Liechtenstein · 
Litouwen · 
Luxemburg ·
Malta ·
Moldavië ·
Montenegro ·
Nederland · 
Noord-Ierland · 
Noorwegen ·
Oekraïne ·
Oostenrijk · 
Polen · 
Roemenië · 
Rusland · 
Saint Kitts en Nevis ·
Saint Lucia ·
Schotland · 
Servië en Montenegro · 
Seychellen ·
Slovenië · 
Slowakije · 
Spanje · 
Syrië ·
Tsjechië · 
Turkije · 
Wales · 
Wit-Rusland · 
Zweden · 
Zwitserland
Nederland (2011)